# بیدکلمه
بیدکلمه روستایی از توابع شهرستان بروجرد در استان لرستان است 

## جمعیت
بنابر سرشماری مرکز آمار ایران در سال ۱۳۸۵، جمعیت بید کلمه برابر با ۸۷ نفر بوده‌است که از این میان ۴۴ نفر مرد و بقیه زن بوده‌اند. این روستا ۳۳ خانوار دارد.